# Electric Tour
L'Electric Tour è il tour mondiale del 2013 dei Pet Shop Boys per la promozione dei loro album Elysium (2012) e Electric (2013).
Il tour si avvale della direzione musicale del produttore Stuart Price. Si tratta di una ennesima collaborazione con i Pet Shop Boys dopo aver curato il medley che i Pet Shop Boys eseguirono ai BRIT Awards 2009, la produzione di Viva la Vida/Domino Dancing per l'EP Christimas del 2009, il Pandemonium Tour del biennio 2009-2010 e la produzione della versione singola di Memory of the Future pubblicata come singolo il 31 dicembre 2012. La produzione artistica è affidata alla designer Es Devlin e al direttore artistico e coreografo Lynne Page, nominata ai Tony Award.

## Brani eseguiti
- Atto 1: Bardello Electric

1. Axis
2. One More Chance/A Face Like That
3. Opportunities (Let's Make Lots of Money)
4. Memory of the Future
5. Fugitive/Integral

- Atto 2: Place for Us

1. I Wouldn't Normally Do This Kind of Thing
2. Suburbia
3. I'm Not Scared
4. Invisible (solo in alcune date)
5. The Last to Die/Somewhere

- Atto 3: Elysea

1. Leaving
2. Thursday
3. Love Etc.
4. I Get Excited
5. Rent
6. Miracles

- Atto 4: Old Memories

1. It's a Sin
2. Domino Dancing
3. Love Is a Bourgeois Construct (solo in alcune date in Sudamerica)
4. Go West
5. Always on My Mind

- Atto 5: Encore

1. West End Girls
2. Vocal

## Il tour

### Gruppo 1: America Latina
| Data      | Città        | Nazione   | Luogo                                 |
| --------- | ------------ | --------- | ------------------------------------- |
| 22 marzo  | Veracruz     | Messico   | Cumbre Tajìn                          |
| 13 maggio | Santiago     | Cile      | Movistar Arena                        |
| 16 maggio | Buenos Aires | Argentina | Luna Park                             |
| 18 maggio | Luque        | Paraguay  | Centro de Convenciones de la Conmebol |
| 22 maggio | San Paolo    | Brasile   | Credit Card Hall                      |
| 25 maggio | Bogotà       | Colombia  | Centro de Eventos Bima                |

### Gruppo 2: Europa e Asia mista
| Data        | Città                 | Nazione         | Luogo                                        |
| ----------- | --------------------- | --------------- | -------------------------------------------- |
| 3 giugno    | San Pietroburgo       | Russia          | Oktiaborski Concert Hall                     |
| 5 giugno    | Mosca                 | Russia          | Crocus City Hall                             |
| 9 giugno    | Copenaghen            | Danimarca       | Falconer Salen                               |
| 11 giugno   | Parigi                | Francia         | Grand Rex                                    |
| 15 giugno   | Barcellona            | Spagna          | Sónar festival                               |
| 18 giugno   | Londra                | Regno Unito     | O2 Arena                                     |
| 20 giugno   | Manchester            | Regno Unito     | Manchester Arena                             |
| 23 giugno   | Tel Aviv              | Israele         | Nokia Hall Arena                             |
| 26 giugno   | Istanbul              | Turchia         | Life Park                                    |
| 29 giugno   | Stoccolma             | Svezia          | Cirkus Arena                                 |
| 1º luglio   | Dortmund              | Germania        | Dortmunder Music Week                        |
| 3 luglio    | Karlovy Vary          | Repubblica Ceca | KV Arena                                     |
| 5 luglio    | Tallinn               | Estonia         | Õllesummer 20 Festival                       |
| 7 luglio    | Turku                 | Finlandia       | Ruisrock Festival                            |
| 9 luglio    | Friburgo in Brisgovia | Germania        | ZMF                                          |
| 10 luglio   | Monaco di Baviera     | Germania        | Tollwood Festival - Musik Arena              |
| 13 luglio   | Jbeil                 | Libano          | Byblos International Festival - Port Theatre |
| 16 luglio   | Atene                 | Grecia          | Ejekt Festival                               |
| 3 agosto    | Sentosa               | Singapore       | Resorts World Convention Centre              |
| 6 agosto    | Manila                | Filippine       | Araneta Coliseum                             |
| 8 agosto    | Seul                  | Corea del Sud   | Supersonic Festival                          |
| 9 agosto    | Tokio                 | Giappone        | Sonicmania                                   |
| 11 agosto   | Tokio                 | Giappone        | Summer Sonic                                 |
| 17 agosto   | Giacarta              | Indonesia       | Skeeno Hall                                  |
| 20 agosto   | Shanghai              | Cina            | Shanghai Grand Stage                         |
| 22 agosto   | Pechino               | Cina            | Beijing Mastercard Centre                    |
| 24 agosto   | Bangkok               | Thailandia      | Impact Exhibition Centre                     |
| 4 settembre | Danzica               | Polonia         | Ergo Arena                                   |
| 6 settembre | Berlino               | Germania        | Berlin Festival                              |

### Gruppo 3: Nord America
| Data         | Città             | Nazione     | Luogo                                |
| ------------ | ----------------- | ----------- | ------------------------------------ |
| 12 settembre | Miami             | Stati Uniti | The Jackie Gleason Theatre           |
| 13 settembre | Florida           | Stati Uniti | Mahaffey Theatre                     |
| 14 settembre | Atlanta           | Stati Uniti | Symphony Hall                        |
| 16 settembre | New York          | Stati Uniti | Beacon Theatre                       |
| 17 settembre | New York          | Stati Uniti | Beacon Theatre                       |
| 19 settembre | Bethesda          | Stati Uniti | Music Centre at Strathmore           |
| 21 settembre | Boston            | Stati Uniti | House of Blues                       |
| 22 settembre | Philadelphia      | Stati Uniti | Mann Centre for the Performing Arts  |
| 24 settembre | Montréal          | Canada      | Olympia Theatre                      |
| 25 settembre | Toronto           | Canada      | Sony Centre for the Performing Arts  |
| 27 settembre | Windsor           | Canada      | Caesars Windsor – The Colosseum      |
| 28 settembre | Chicago           | Stati Uniti | Auditorium Theatre                   |
| 2 ottobre    | Seattle           | Stati Uniti | Paramount Theatre                    |
| 3 ottobre    | Vancouver         | Canada      | Queen Elizabeth Theatre              |
| 4 ottobre    | Portland          | Stati Uniti | Arlene Schnitzer Concert Hall        |
| 5 ottobre    | Oakland           | Stati Uniti | Fox Theatre                          |
| 7 ottobre    | Oakland           | Stati Uniti | Fox Theatre                          |
| 8 ottobre    | San Diego         | Stati Uniti | Copley Symphony Hall                 |
| 11 ottobre   | Las Vegas         | Stati Uniti | Hard Rock Hotel & Casino – The Joint |
| 12 ottobre   | Los Angeles       | Stati Uniti | Shrine Auditorium                    |
| 15 ottobre   | Città del Messico | Messico     | Mexico City Arena                    |